# Selección femenina de fútbol de Argelia
La selección femenina de fútbol de Argelia (en árabe: الجزائر لكرة القدم للسيدات منتخب‎) es el equipo que representa a Argelia en las competiciones oficiales de fútbol femenino. Es controlada por la Federación Argelina de Fútbol que está afiliada a la Confederación Africana de Fútbol (CAF).
Entre 2004 y 2024 han jugado seis veces el Campeonato de África. Nunca se han clasificado para el Mundial ni los Juegos Olímpicos.

## Historia
La selección argelina fue creada en 1998. Su primer partido fue un amistoso contra Francia el 14 de mayo que perdieron por 14-0.
Dos años después participaron por primera vez en un torneo oficial, el Campeonato de África 2000. No superaron la fase de clasificación.
En 2003 jugaron su primer torneo final, los Juegos de África (sin fase de clasificación), y al año siguiente se clasificaron por primera vez para el Campeonato de África.
En 2006 ganaron el Campeonato Árabe, única edición del torneo. Como en 2004, en los Campeonatos de África de 2006 y 2010 no pasaron de la fase de grupos. No se clasificaron para el de 2008.
En 2012 no se inscribieron ni en el Campeonato de África ni en los Juegos Olímpicos. Regresaron en el Campeonato de África 2014.

## Estadísticas

### Copa Mundial Femenina de Fútbol
| Edición | Resultado               | Posición                | PJ                      | PG                      | PE                      | PP                      | GF                      | GC                      |
| ------- | ----------------------- | ----------------------- | ----------------------- | ----------------------- | ----------------------- | ----------------------- | ----------------------- | ----------------------- |
| 1991    | No existía la selección | No existía la selección | No existía la selección | No existía la selección | No existía la selección | No existía la selección | No existía la selección | No existía la selección |
| 1995    | No existía la selección | No existía la selección | No existía la selección | No existía la selección | No existía la selección | No existía la selección | No existía la selección | No existía la selección |
| 1999    | No participó            | No participó            | No participó            | No participó            | No participó            | No participó            | No participó            | No participó            |
| 2003    | No participó            | No participó            | No participó            | No participó            | No participó            | No participó            | No participó            | No participó            |
| 2007    | No clasificó            | No clasificó            | No clasificó            | No clasificó            | No clasificó            | No clasificó            | No clasificó            | No clasificó            |
| 2011    | No clasificó            | No clasificó            | No clasificó            | No clasificó            | No clasificó            | No clasificó            | No clasificó            | No clasificó            |
| 2015    | No clasificó            | No clasificó            | No clasificó            | No clasificó            | No clasificó            | No clasificó            | No clasificó            | No clasificó            |
| 2019    | No clasificó            | No clasificó            | No clasificó            | No clasificó            | No clasificó            | No clasificó            | No clasificó            | No clasificó            |
| 2023    | No clasificó            | No clasificó            | No clasificó            | No clasificó            | No clasificó            | No clasificó            | No clasificó            | No clasificó            |
| 2027    | Por disputarse          | Por disputarse          | Por disputarse          | Por disputarse          | Por disputarse          | Por disputarse          | Por disputarse          | Por disputarse          |
| Total   | 0/9                     | -                       | -                       | -                       | -                       | -                       | -                       | -                       |

### Copa Femenina Africana de Naciones
| Edición | Resultado                                  | Posición                                   | PJ                                         | PG                                         | PE                                         | PP                                         | GF                                         | GC                                         |
| ------- | ------------------------------------------ | ------------------------------------------ | ------------------------------------------ | ------------------------------------------ | ------------------------------------------ | ------------------------------------------ | ------------------------------------------ | ------------------------------------------ |
| 1991    | No existía la selección                    | No existía la selección                    | No existía la selección                    | No existía la selección                    | No existía la selección                    | No existía la selección                    | No existía la selección                    | No existía la selección                    |
| 1995    | No existía la selección                    | No existía la selección                    | No existía la selección                    | No existía la selección                    | No existía la selección                    | No existía la selección                    | No existía la selección                    | No existía la selección                    |
| 1998    | No participó                               | No participó                               | No participó                               | No participó                               | No participó                               | No participó                               | No participó                               | No participó                               |
| 2000    | No clasificó                               | No clasificó                               | No clasificó                               | No clasificó                               | No clasificó                               | No clasificó                               | No clasificó                               | No clasificó                               |
| 2002    | No participó                               | No participó                               | No participó                               | No participó                               | No participó                               | No participó                               | No participó                               | No participó                               |
| 2004    | Fase de grupos                             | 6.º                                        | 3                                          | 1                                          | 0                                          | 2                                          | 4                                          | 7                                          |
| 2006    | Fase de grupos                             | 8.º                                        | 3                                          | 0                                          | 1                                          | 2                                          | 3                                          | 13                                         |
| 2008    | No clasificó                               | No clasificó                               | No clasificó                               | No clasificó                               | No clasificó                               | No clasificó                               | No clasificó                               | No clasificó                               |
| 2010    | Fase de grupos                             | 7.º                                        | 3                                          | 0                                          | 0                                          | 3                                          | 2                                          | 5                                          |
| 2012    | No participó                               | No participó                               | No participó                               | No participó                               | No participó                               | No participó                               | No participó                               | No participó                               |
| 2014    | Fase de grupos                             | 7.º                                        | 3                                          | 1                                          | 0                                          | 2                                          | 2                                          | 7                                          |
| 2016    | No clasificó                               | No clasificó                               | No clasificó                               | No clasificó                               | No clasificó                               | No clasificó                               | No clasificó                               | No clasificó                               |
| 2018    | Fase de grupos                             | 7.º                                        | 3                                          | 0                                          | 0                                          | 3                                          | 2                                          | 7                                          |
| 2020    | Cancelado debido a la pandemia de COVID-19 | Cancelado debido a la pandemia de COVID-19 | Cancelado debido a la pandemia de COVID-19 | Cancelado debido a la pandemia de COVID-19 | Cancelado debido a la pandemia de COVID-19 | Cancelado debido a la pandemia de COVID-19 | Cancelado debido a la pandemia de COVID-19 | Cancelado debido a la pandemia de COVID-19 |
| 2022    | No clasificó                               | No clasificó                               | No clasificó                               | No clasificó                               | No clasificó                               | No clasificó                               | No clasificó                               | No clasificó                               |
| 2024    | Cuartos de final                           | 6.º                                        | 4                                          | 1                                          | 3                                          | 0                                          | 1                                          | 0                                          |
| Total   | 6/15                                       | 11.º                                       | 19                                         | 3                                          | 4                                          | 12                                         | 14                                         | 39                                         |

## Últimos y próximos encuentros
Actualizado al último partido jugado el 7 de abril de 2024
| Fecha      | Ciudad      | Local   | Resultado | Visitante    | Competición                    |
| ---------- | ----------- | ------- | --------- | ------------ | ------------------------------ |
| 14-07-2023 | Thiès       | Senegal | 3:1       | Argelia      | Partido amistoso               |
| 18-07-2023 | Thiès       | Senegal | 4:0       | Argelia      | Partido amistoso               |
| 20-09-2023 | Njeru       | Uganda  | 1:2       | Argelia      | Clas. Campeonato Femenino 2024 |
| 26-09-2023 | Orán        | Argelia | 1:1       | Uganda       | Clas. Campeonato Femenino 2024 |
| 30-11-2023 | Orán        | Argelia | 5:1       | Burundi      | Clas. Campeonato Femenino 2024 |
| 05-12-2023 | Argel       | Burundi | 0:1       | Argelia      | Clas. Campeonato Femenino 2024 |
| 24-02-2024 | Sidi Moussa | Argelia | 2:0       | Burkina Faso | Partido amistoso               |
| 27-02-2024 | Argel       | Argelia | 3:0       | Burkina Faso | Partido amistoso               |
| 04-04-2024 | Tunis       | Túnez   | 2:1       | Argelia      | Partido amistoso               |
| 07-04-2024 | Tunis       | Túnez   | 2:2       | Argelia      | Partido amistoso               |